# Итаи
Итаи (порт. Itaí)  —  муниципалитет в Бразилии, входит в штат Сан-Паулу. Составная часть мезорегиона Бауру. Входит в экономико-статистический  микрорегион Аваре. Население составляет 23 417 человек на 2006 год. Занимает площадь 1 112,267 км². Плотность населения — 21,1 чел./км².
Праздник города —  12 октября.

## История
Город основан 30 августа 1881 года.

## Статистика
- Валовой внутренний продукт на 2003 составляет 239.923.967,00 реалов (данные: Бразильский институт географии и статистики).
- Валовой внутренний продукт на душу населения на 2003 составляет 10.746,39 реалов (данные: Бразильский институт географии и статистики).
- Индекс развития человеческого потенциала на 2000 составляет 0,728 (данные: Программа развития ООН).

## География
Климат местности: субтропический. В соответствии с классификацией Кёппена, климат относится к категории Cfa.

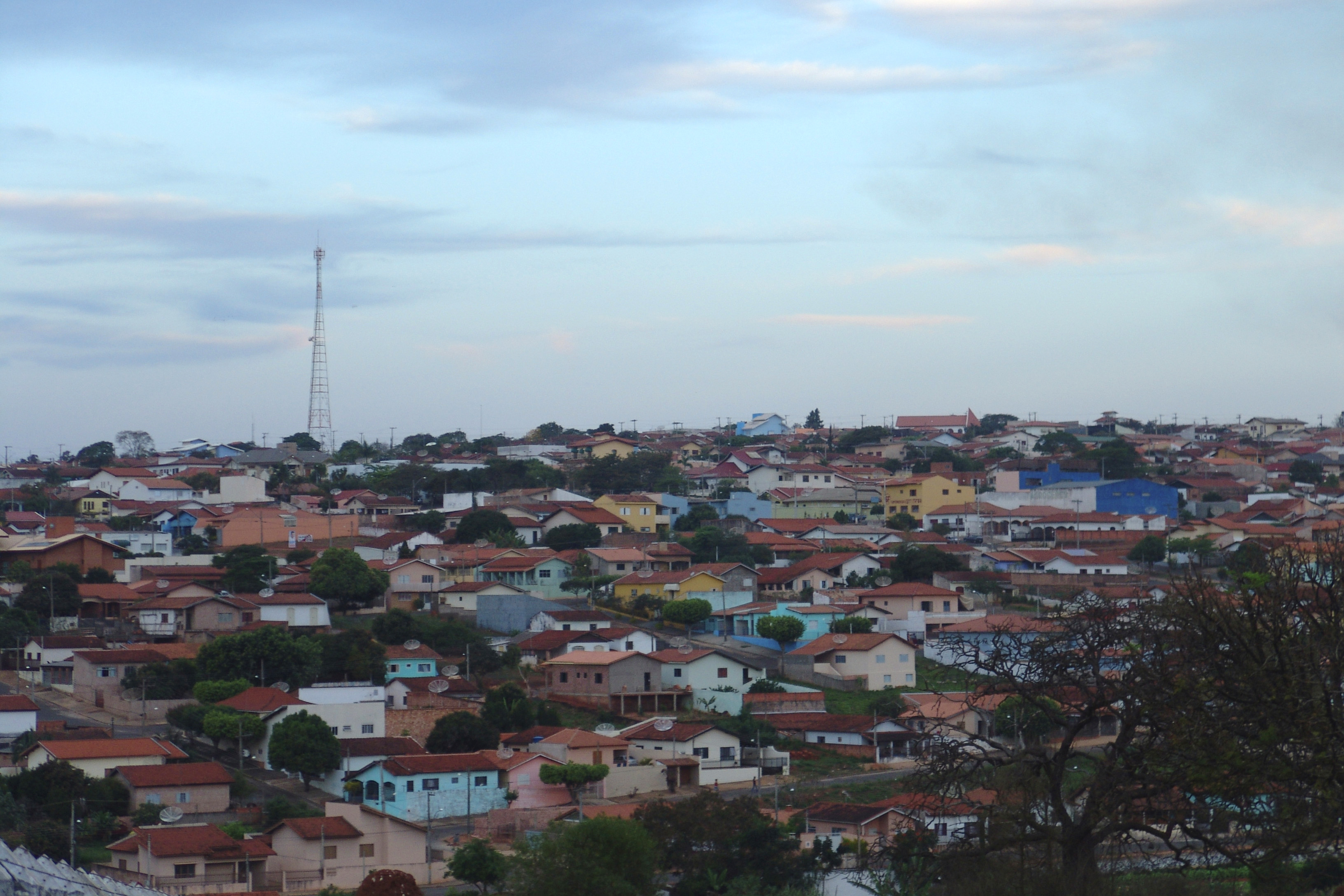

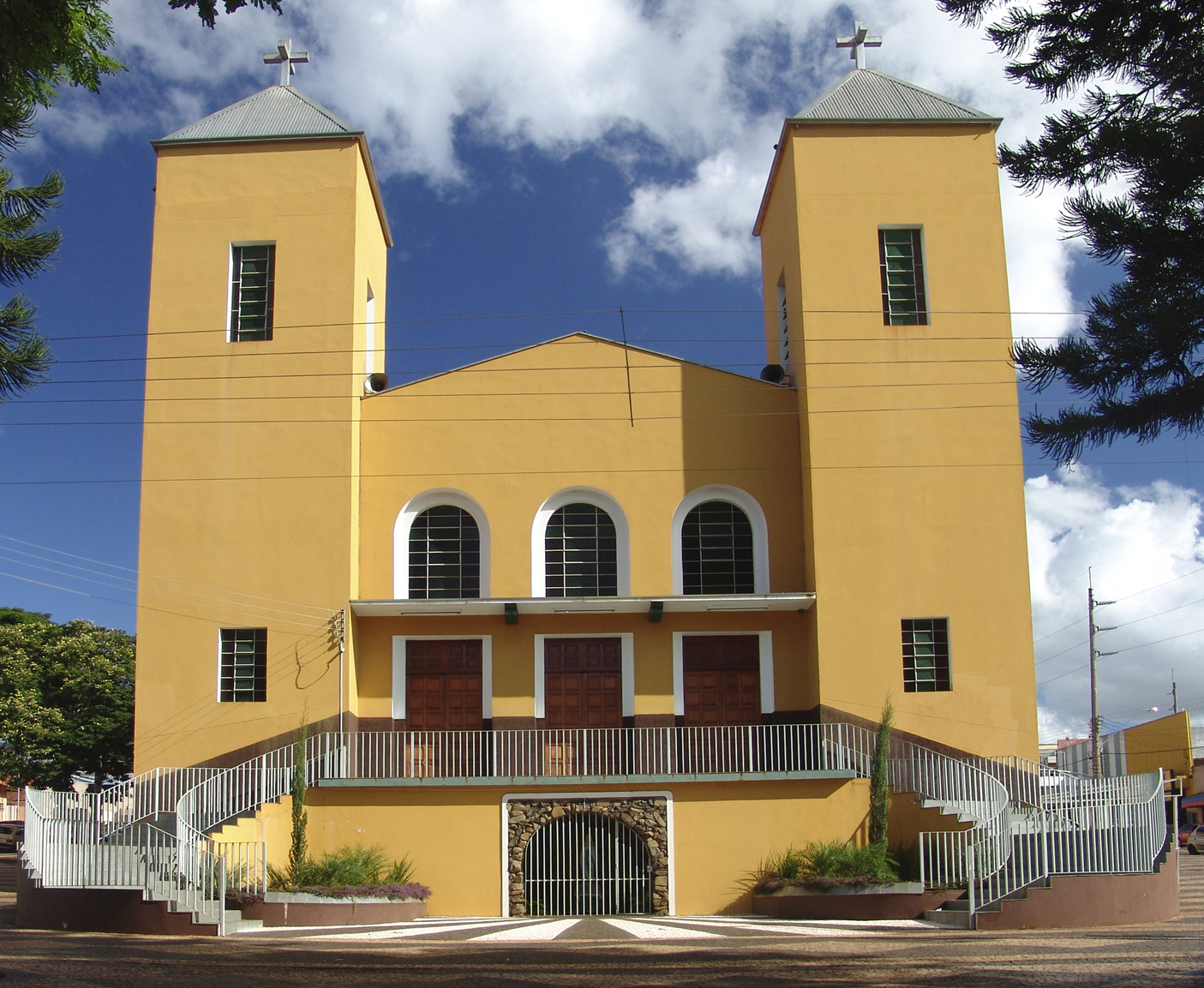
Собор